# Plesa
Plesa (ryska: Плеса) är ett vattendrag i Belarus.   Det ligger i voblasten Brests voblast, i den västra delen av landet, 230 km sydväst om huvudstaden Minsk. Plesa ligger vid sjön Vozera Sporaŭskaje.
Omgivningarna runt Plesa är en mosaik av jordbruksmark och naturlig växtlighet. Runt Plesa är det ganska glesbefolkat, med 26 invånare per kvadratkilometer.